# Desulfitobacterium hafniense
Desulfitobacterium hafniense è una specie di batterio appartenente alla famiglia delle Peptococcaceae.